# Рододендрон голоцветковый
Рододе́ндрон голоцветко́вый (лат. Rhododéndron periclymenoídes) — листопадный кустарник родом из Северной Америки, вид рода Рододендрон (Rhododendron) семейства Вересковые (Ericaceae).

## Ботаническое описание

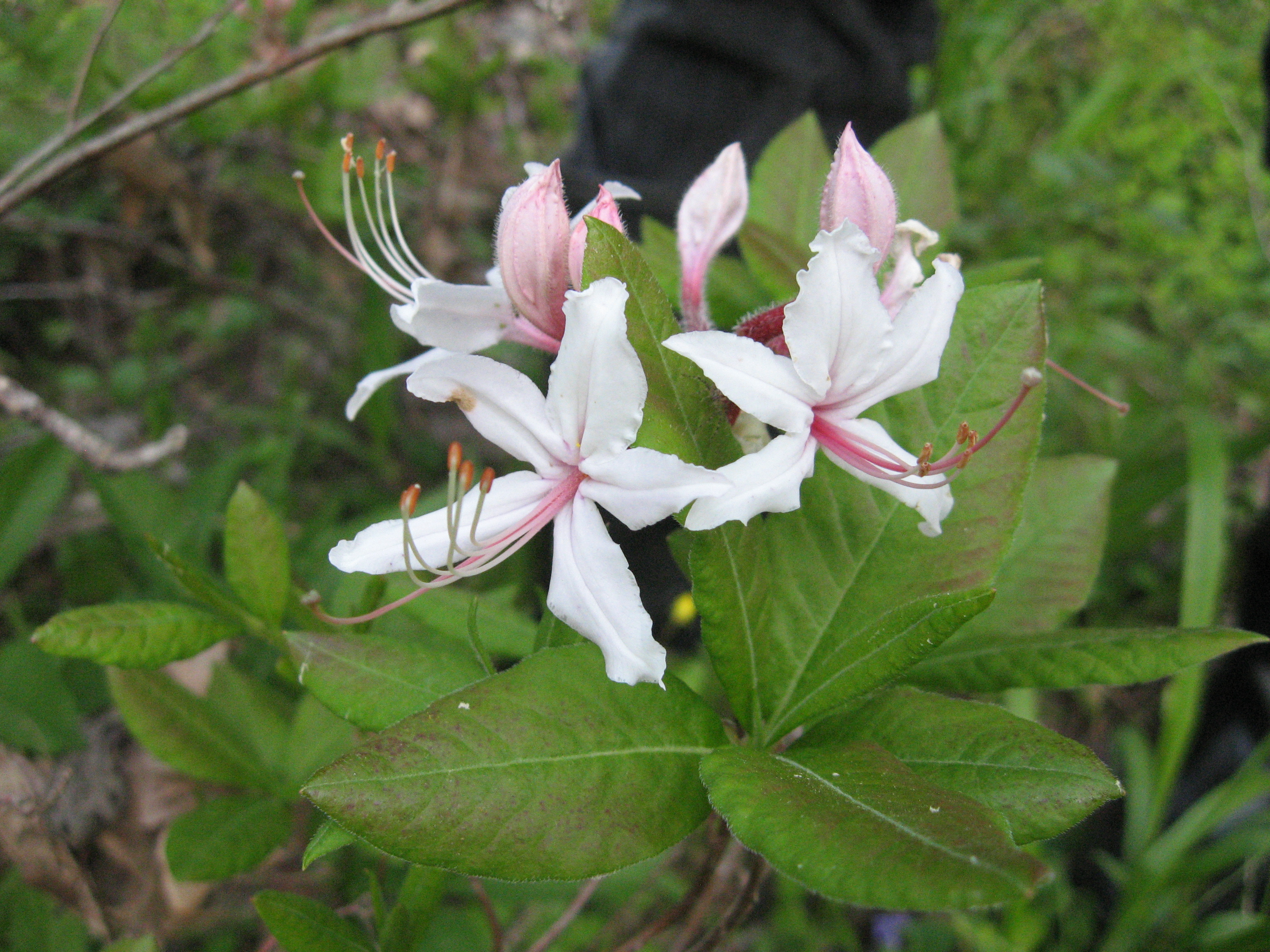
Соцветие рододендрона

Рододендрон голоцветковый — ветвистый листопадный кустарник или небольшое дерево, достигающее 5 м в высоту. Молодые веточки покрытые простым опушением или голые, красно-коричневые. Листья обратнояйцевидные или яйцевидные до эллиптических, до 11 см длиной, с цельным реснитчатым краем, верхняя поверхность голая или редкоопушённая, нижняя — чаще редкоопушённая, реже голая. Черешок листа с опушением.
Соцветие кистевидное, состоит из 6—15 цветков с резким запахом, распускающихся до появления листьев или одновременно с ним. Венчик ярко-розовый или с белым отгибом и розовой трубкой. Чашечка очень маленькая, чашелистики неравные, не более 4 мм длиной, голая, опушённая или, редко, железистая. Тычинки до 7 см длиной, неравные, в количестве 5. Пестик густоопушённый.
Плод — яйцевидно-цилиндрическая коробочка 12—25×3—6 мм с каштаново-коричневыми продолговато-веретеновидными семенами.

## Экология
Рододендрон произрастает в сухих и влажных лесах на холмах, по берегам ручьев, по границам болот.

## Ареал
Рододендрон голоцветковый распространён на востоке Северной Америки. Северная граница ареала — Мэн, Нью-Хэмпшир и Вермонт (в этих трёх штатах известны единичные местонахождения), южная — Джорджия, Алабама и Южная Каролина. На запад ареал вида доходит до Теннесси и Иллинойса.

## Таксономия
Первоначально описан Карлом Линнеем в 1753 году в составе рода Азалия в широком понимании Azalea lutea. В 1762 году A. lutea разделён им же на три вида, среди которых Azalea nudiflora. Поскольку в 1830 году в роде Рододендрон был описан другой вид под названием Rhododendron luteum, перенесение в этот род данного вида с сохранением первоначального эпитета оказалось невозможным. Из-за отказа от использования A. lutea в пользу A. nudiflora все названия, основанные на последнем, автоматически оказались непригодными к использованию. Таким образом, единственным возможным к употреблению названием стало название с эпитетом, взятым у Azalea periclymenoides из книги Flora boreali-americana Андре Мишо 1803 года.

### Синонимы
- Anthodendron nudiflorum (L.) Rchb., 1827, nom. illeg.
- Azalea alba (Aiton) Sarg., 1889, nom. inval.
- Azalea lutea L., 1753
- Azalea nudiflora L., 1762, nom. superfl.
- Azalea nudiflora var. alba Aiton, 1789
- Azalea nudiflora var. calycosa Alph.Wood, 1872
- Azalea nudiflora var. carnea C.F.Ludw., 1783
- Azalea nudiflora var. crispa C.F.Ludw., 1783
- Azalea nudiflora var. glandifera Porter, 1900
- Azalea nudiflora var. partita Aiton, 1789
- Azalea nudiflora var. papilionacea Aiton, 1789
- Azalea nudiflora var. periclymenoides (Michx.) Heynh., 1840
- Azalea nudiflora var. polyandra (Pursh) DC., 1839
- Azalea nudiflora var. rosea Hoffmanns., 1826
- Azalea nudiflora var. rubra C.F.Ludw., 1783
- Azalea nudiflora var. rutilans Aiton, 1789
- Azalea nudiflora var. variegata C.F.Ludw., 1783
- Azalea periclymena Pers., 1805
- Azalea periclymenoides Michx., 1803
- Azalea periclymenoides f. glandifera (Porter) Uttal, 1988
- Azalea periclymenoides var. alba (Aiton) Pursh, 1814
- Azalea periclymenoides var. carnea (C.F.Ludw.) Pursh, 1814
- Azalea periclymenoides var. papilionacea (Aiton) Pursh, 1814
- Azalea periclymenoides var. partita (Aiton) Pursh, 1814
- Azalea periclymenoides var. polyandra Pursh, 1814
- Azalea periclymenoides var. rutilans (Aiton) Pursh, 1814
- ?Azalea rubra Weston, 1770, nom. dub.
- Rhododendron luteum (L.) C.K.Schneid., 1911, nom. illeg.
- Rhododendron nudiflorum (L.) Torr., 1824, nom. illeg.
- Rhododendron nudiflorum f. album (Aiton) Rehder, 1921
- Rhododendron nudiflorum f. glandiferum (Porter) Fernald, 1941
- Rhododendron nudiflorum var. album (Aiton) C.Mohr, 1901
- Rhododendron nudiflorum var. eglandulosum F.Seym., 1969, nom. illeg.
- Rhododendron nudiflorum var. papilionaceum (Aiton) Zabel, 1903
- Rhododendron nudiflorum var. polyandrum (Pursh) G.Don, 1834
- Rhododendron nudiflorum var. glandiferum (Porter) Rehder, 1921
- Rhododendron venustum Salisb., 1796, nom. superfl., nom. conf.